# Томас I Савойски
Вижте пояснителната страница за други личности с името Томас Савойски.
Томас I Савойски или Томас дьо Мориен, наречен „Приятел на комуните“ или „Гибелин“ (на италиански: Tommaso I di Savoia, detto Amico dei Comuni, на френски: Thomas Ier de Savoie, dit L'Ami des communes ou encore le Gibelin; * 20 май 1177, сл. 26 май или 27 май 1178, замък Шарбониер в Егбел, Савойско графство; † 1232 или 1 март 1233, Монкалиери, дн. Италия) е 9-и граф на Савоя, граф на Мориен, господар на Пиемонт, маркграф на Италия (1189 – 1233), имперски викарий за Ломбардия (от 1226 г.). Наречен е „Приятел на комуните“ заради широките свободи, които дава на своите комуни.

## Произход
Според френския историк Самюел Гишенон Томас е първият и единствен син на Хумберт III Савойски, наречен Светецът (* 1136, † 1189), 8-и граф на Савоя, Аоста и Мориен и маркграф на Италия, и на четвъртата му съпруга Беатрис Маконска или Беатрис Виенска (* ок. 1160, † 1230). Негови дядо и баба по бащина линия са Амадей III Савойски, граф на Савоя, и Матилда Албонска, а по майчина – Гералд I, граф на Макон и на Виен, и Морет дьо Салан. Има три природени сестри от третия брак на баща си с Клеменция фон Церинген. Томас е племенник на Мафалда Савойска, съпруга от 1146 г. на първия португалски крал Афонсу I. Има една сестра, починала като малка. Има и три полусестри от третия брак на баща си.

## Биография

### Ранни години
Томас е роден след 26 май, вероятно на 27 май 1178 г., а според Самюел Гишенон и други френски автори – на 20 май 1177 г. в замъка Шарбониер – графска резиденция на Хумбертините в долината Мориен. Раждането на син е голяма радост за баща му Хумберт III, който има единствено дъщери от предходните си три брака. Новината му е съобщена от умиращия Свети Анселм, тогавашен епископ на Беле. Детето е наречено Томас в чест на Св. Томас Бекет.

### Регентство
Томас е на около 11 – 12 години, когато баща му Хумберт III умира на 4 март 1189 г. в столицата на Савойското графство Шамбери след около 40 години царуване.
Според френския историк Виктор Флур дьо Сен-Жони и английския историк Чарлз Превитè-Ортън Томас наследява властта под опеката и регентството на Бонифаций Монфератски – син на маркграфа на Монферат Вилхелм V и братовчед на баща му. Последната кралица на Италия Мария Жозе Белгийска в „Произход на Дом Савоя“ пише, че опеката над Томас е била поверена на маркграфа на Монферат Вилхелм V – спътник по оръжие на дядо му Амадей III Савойски по време на Втория кръстоносен поход, но понеже по онова време той се е намирал в Светите земи, тя е била поета от второродния му син Бонифаций.
След смъртта на Хумберт III е създаден Регентски съвет за управление на графството, в който влизат и неговият опекун Бонифаций Монфератски, и влиятелната му майка Беатрис Маконска. Графският съвет, състоящ се обикновено от благородници и в по-малка степен – от духовници, вероятно също играе роля през този период. Ролята му е да подпомага графа в управлението на властта, по-специално във феодалните дела, висшето правосъдие, финансите, както и във вътрешната и във външната политика на графството, като играе роля в решенията за женитба, както и при смяната на графа в случай на отсъствие.
Когато става пълнолетен през август 1191 г., Томас има енергията, военната наклонност и харизмата, от които баща му е лишен. Под ръководството на Бонифаций той става смел рицар и доблестен човек на действието, и на практика графството преминава от религиозно ръководство към военно. Савойската държава от десетилетен поддръжник на привържениците на Папата (гвелфи) става поддръжник на привържениците на императора на Свещената Римска империя (гибелини).
Въпреки младата си възраст Томас се заема със задачата да завладее нови територии на северозапад. През 1191 г. той предоставя на Вале д'Аоста Харта на свободите (на френски: Charte des franchises), признавайки правото на района на политическа и административна автономия. Епископът на Аоста се възползва от напрежението между графството и император Хайнрих VI, за да получи по-голяма власт във времето и по-специално – 1/3 от всички публични приходи. Впоследствие Томас подкрепя император Фридрих II срещу папството. Тази нова политическа ориентация е мотивирана от заплахата, която Савойското графство избягва малко преди зимата на 1187 г., когато имперските войски нахлуват в Пиемонт и във Вал ди Суза. Тази ориентация му струва прозвището „Гибелин“. Оттогава той започва да използва по-скоро традиционния имперски флаг с орел на златно поле отколкото този със сребърен кръст върху червено поле.
Томас I наследява от баща си около 25 стратегически позиции (замъци), разположени на териториите на Мориен, Новалез, Тарантез, Вал ди Суза, Вале д'Аоста, Шабле, Бюже, Пиемонт и Виеноа. През 1191 г. маркграфовете на Монферат и на Салуцо възстановяват в Торино властта на графа, намалявайки правомощията на епископа. По онова време Томас и Бонифаций са гости на император Хайнрих VI във Фулда.
Младият Томас скоро разбира как да се освободи от опеката на Бонифаций Монфератски, подчертавайки независимия си характер. Той влиза в спор с Женевското графство, но скоро сключва съюз с неговия владетел Вилхелм I, за чиято дъщеря Маргарита (Беатрис или Никола) се жени около май 1196 г. Във връзка с това се говори, както твърди Самюел Гишенон, че граф Вилхелм I не одобрява подобен брак, тъй като по онова време савойците са слаби, застрашени по всички граници и възможна плячка за другите сили по онова време. Твърди се, че графът вече е обещал дъщеря си за съпруга на френския крал Филип II. Томас обаче отвлича графинята в Русийон в регион Бюже по време на пътуването ѝ до Франция за брака ѝ с краля и я завежда в Савоя, където се жени за нея. Все пак Гишенон изтъква, че през 1196 г. Филип II е вече женен и освен това Томас със сигурност не би посмял да нападне така Краля на Франция.

### Граф на Савоя

#### Политически дела
За разлика от баща си, който открито се противопоставя на Свещената Римска империя, Томас основава управлението си върху политиката на помирение, базирана на благоразумие и на фини политически маневри. Благодарение на това той скоро получава благодеяния и земи от император Хайнрих VI, а император Фридрих II го прави през 1226 г. имперски викарий за Ломбардия, като по този начин Томас става официален негов представител.
Томас I разширява правата си в регион Бюже, в Пеи дьо Во, в Кариняно и в Пиемонт, и получава титлата „Сеньор на Пиемонт“. Още през 1197 г. император Хайнрих VI отменя отстъпките, дадени от баща му Фридрих Барбароса на епископите на Пиемонт, и признава авторитета на Савойския граф, който в следващите години е доста активен в района. През 1207 г. Томас заминава за Базел, за да потвърди подкрепата си за римско-немския крал Филип Швабски, като гарантира подкрепата си в Италия и в замяна получава инвеститурата за всичките владения, принадлежали на семейство му. Като феоди императорът му дава Замъка на Мудон, Киери – пазарен град близо до Торино и Тестона (днешен Монкалиери) в Пиемонт.
През 1211 – 1212 г. Томас I заедно с господаря на Фосини Аймон II атакува епископите на Женева. Инвеститурата му във Во е в ущърб на рода Церинген (Zähringen), принадлежащ към гвелфите. Опозиция има и от страна на епископа на Лозана Рожер дьо Вико Пизано, също гвелф. Навремето замъкът на Мудон принадлежи на лозанските епископи, но епископът остава господар на града. Започва война и Томас I опожарява замъка в Люсон – епископска резиденция. С подписването на Мирния договор от Бюрие през 1219 г. между Томас I и новия епископ Бертолд дьо Нюшател Томас отстоява правата си над Мудон и подчертава своето установяване в северната част на Женевското езеро. Той фактически получава суверенитета над града, въпреки че епископът запазва сюзеренната си власт. В бъдеще градът става център на властта на Савойската династия за Земи Во.
Останалата част от политическата активност на Томас I е белязана от възстановяването на изгубените от предшествениците му владения. Той се съюзява със силни феодали и епископи, опитвайки се да сключи съюз с италианските комуни и сеньории, за да укрепи своите територии и да увеличи славата на Савоя. Бунтуващите се феодални барони и много комуни биват подчинени на волята му. Благоприятните съюзи се дължат и на брачни договори. В края на 1218 г., след договор от 1 юни, Томас I жени дъщеря си Маргарита за Хартман IV фон Кибург – син на граф Улрих III фон Кибург. Този съюз дава възможност да се съберат два наследнически клона на херцогския род Церинген, притежаващ северната част на Швейцария (Райнфелден, Фрибур и Берн). Последният по-стар клон на рода изчезва през годината и наследството преминава към Дом Кибург. Томас жени и дъщеря си Беатрис в Дронеро през 1219 г. за графа на Прованс Раймон Беренгар IV. Данте Алигиери казва за нея, че е „имала четири дъщери, всяка от които кралица“, сред които е и кралицата на Англия Елеонора Прованска, съпруга на английския крал Хенри III. Елеонора вика в английския двор двама свои чичовци от Савоя – Бонифаций Савойски, който става архиепископ на Кентърбъри и Петър II Савойски (по-късно граф на Савоя), който става граф на Ричмънд и издига свой дворец в Лондон, на мястото на който през 2020 г. се намира хотел „Савоя“ (Savoy Hotel).
През този период Томас прави и много дарения и сключва различни споразумения, сред които закупуването на град Шамбери и споразумението с епископа на Сион Ландрик (Ландри) дьо Мон от 1224 г., подписано от съпругата и децата му. По този повод епископът получава като феод замъка на Морж и се задължава да помага на графа в случай на нападение над замъка Шийон.
Някои автори от 19 и 20 век считат, че Томас I е участвал в Четвъртия кръстоносен поход и в Албигойския кръстоносен поход. Според френския историк Виктор Флур дьо Сен-Жони през 1202 г. Томас отива във Венеция, следвайки водача на Четвъртия кръстоносен поход – бившия си наставник Бонифаций I Монфератски и заминава с венециански кораби на похода. Взима участие в обсадата на Задар, но след разграбването на града, неодобрено от папа Инокентий III, изоставя похода и се връща в своите владения през Тирол. Сен-Жони казва също, че според някои източници Томас следва Кръстоносния поход до Константинопол, участвайки в първата обсада на града, но не вярва, че той участва в завладяването на Константинопол през 1204 г. И френският историк Самюел Гишенон говори за участието на Томас в похода, но отбелязва, че не всички историци по онова време споменават този факт и припомня, че със сигурност Томас не присъства на коронацията на император Балдуин I през 1204 г., тъй като има документи, удостоверяващи присъствието му в Савойското графство в предходната година. Френският историк от 19 век Жан Фрезе в своята „История на Дом Савоя“ твърди, че Томас участва в Четвъртия кръстоносен поход, но след разграбването на Задар не одобрява решението да се отиде в Константинопол и се връща в своето графство. Томас е в Абатство Откомб на 22 октомври 1203 г., което значи, че ако той е участвал в похода, това е било само първата му част.
Виктор Флур дьо Сен-Жони пише, цитирайки „Хрониките на Лангедок“ (на френски: Chroniques Languedociennes), че Томас присъства на клането при Безие през 1209 г. по време на Албигойския кръстоносен поход. Жан Фрезе обаче твърди, че Томас участва в похода, когато през 1226 г. в него се намесва кралят на Франция Луи VIII, и участва в обсадата и в завладяването на Авиньон, като се оттегля от кампанията след смъртта на краля същата година.
Други автори смята, че нито политиката на гибелините, нито източниците потвърждават тези възможности. Освен това, изследователят Жерар Зукето посочва, че трубадурът Пеир Раймон намира убежище в двора на Принца на Савоя в навечерието на Кръстоносния поход. Той създава поемата „Доблестен граф на Савоя“, в която вероятно става въпрос за Томас I.

#### Религиозна политика
Политиката към Папството е важна за Томас I. Малко след смъртта на баща си Хумберт III през 1189 г. Томас, по съвет на опекуна си Бонифаций Монфератски и на майка си Беатрис Маконска, потвърждава даренията му и тези на прародителя му Хумберт I Савойски към презвитерите на Катедралата на Сен Жан дьо Мориен. След като става пълнолетен през 1191 г., Томас потвърждава дарението, направено от баща му на манастира Сан Маурицио. През 1200 г. заедно със сина си Амадей той дава гаранции на Абатство „Сан Марко“.
Томас I се радва на многобройна челяд и я насочва към църковната кариера: шест от синовете му – Вилхелм, Амадей, Филип, Бонифаций, Петър и Томас стават църковни лица, а две от дъщерите му – Алиса и Агата успяват да станат една след друга игуменки на Абатство „Сен Пиер“ в Лион. Томас и Петър са църковни лица, преди да станат светски господари. Вилхелм става епископ на Валанс, декан на Виен, след това принц-епископ на Лиеж и Уинчестър, а Бонифаций е епископ на Беле, преди да стане архиепископ на Кентърбъри. Филип е архиепископ на Лион и епископ на Валанс, преди да стане граф на Савоя, а Амадей – епископ на Мориен.
Томас I, подобно на своите предшественици, провежда политика за подпомагане на манастирите. Абатство Откомб се възползва от щедростта му, като получава всичко необходимо за функционирането си и е освободено от редица такси. За графа са важни закрилата заедно с правото на придобиване на феоди в графството. През 1203 г. графът му дава права над енориите и жителите на Мерѝ, Кларафон и Друметà.
На другите манастири също са направени дарения. През 1195 г. Томас I дарява свои имоти във Вал ди Суза на Абатство Бетон във Вал Желон. Между 1197 и 1200 г. той завещава имот и на приюта на Мон Сени. Дарения са правени през 1207 г. и през 1216 г. на манастира на Айон в масива Бож. Няколко недатирани акта от Женевския регистър (Régeste genevois) показват, че графът предоставя закрила на Манастир „Арвиер“ във Валроме и на Манастир „Айон“ в Бож. През 1207 г. той потвърждава правата на Абатство Олп в Шабле, както и защитата му. През 1222 г. става попечител на манастира на Валон в Шабле.

#### Харти на свободите
Рут Мариот Льобер отбелязва, че Савойските графовете използват хартите на свободите в селищата на своята територията като начин за управление. Те дават тези харти по стратегически, понякога военни, политически или икономически причини, но без претенции към обикновените хора. Когато хартата бъде установена, графът гарантира справедливостта и жителите получават определени свободи. Бенефициенти на такива предимства са градовете, разположени по границите на графството – по основните оси, свързващи Северна Европа с Италианския полуостров, по-специално по осите, минаващи покрай алпийския проход Мон Сени, който те контролират.
През 1196 г. граф Томас I подписва договор за pariagium с отец Рение от абатството на Сен Рамбер ан Бюже, с който Томас получава разположения там замък Корнийон, както и селището Сен Рамбер. Стратегическият интерес на мястото е налагането на такса за преминаване. През 1198 г. Томас заедно със съпругата си под името Никола потвърждава привилегиите на Суза.
На 11 ноември 1203 г. монасите от Абатство Откомб получават привилегии: закупуване на феод или освобождаване от данъци, и тези привилегии са увеличени през 1235 г. Два града, разположени на брега на Рона, също получават харти: Йен през 1215 г. и Сен Жьони сюр Гие около 1270 г. Градът Вилньов дьо Шийон, който графът създава до замъка Шийон през 1214 г., е център на графската власт в Шабле и получава такава харта при основаването си. Вилньов трябва да служи за пристанище, убежище за пътници и място за заплащане на пътна такса. Както замъкът, така и селището се намират на едно от пътищата, водещи от Северна Европа към Италианския полуостров и минаващи през прохода Голям Сан Бернар. Синът на Томас I – Аймон подпомага строежа на болница там през 1236 г.
През март 1232 г., малко преди да бъде закупен градът, Шамбери получава свободи, както и град Аоста в края на 13 век. Графовете на Мориен (т. нар. „Хумбертини“, които са в основата на Дом Савоя) притежават имоти на територията на Шамбери. Стратегическото положение на града, особено по оста в посока Мон Сени, не отбягва от вниманието на Савоя. На 15 март 1232 г. Томас купува за 32 хил. су част от правата над град Шамбери от Берлион – виконт на града. Част от парите идват най-вече от вноска на Абатство Откомб (1000 су) и от италиански заемодатели. Градът придобива значение при следващото царуване на граф Амадей V Савойски, който купува тамошния замък и го превръща в своя резиденция.

### Смърт и наследство
Според някои автори от 19 век Томас I се разболява внезапно от треска във Вале д'Аоста и умира в Аоста в началото на 1233 г., докато се връща с армията си от военна кампания в Шабле, но това вероятно е неправилна интерпретация на рисунка на френския историк Самюел Гишенон. Според други източници Томас I умира през 1232 г. или на 1 март 1233 г. в Монкалиери близо до Торино. Графът току-що се е включил отново във война срещу архиепископа на Торино, за да отстоява властта си над региона и града. Изглежда, че се разболява, изтощен от боевете, след като спечелва Монкалиери и иска да продължи битката в посока Торино. Според летописите изглежда, че той е в началото на построяването на крепост над Монкалиери, бъдещ Кралски замък в Монкалиери, което позволява контрола на река По на това място.
Според преданието Томас I е погребан, както е пожелал, в абатство Сакра ди Сан Микеле. Гробът му обаче никога не е открит, макар че от уважение към вековната традиция там е поставен възпоменателен надпис.
Томас I е наследен от първородния си син Амадей под името Амадей IV Савойски. Понеже Томас има много деца, той подготвя наследяването си, организирайки управлението и разпределението на земите на графството, и прилагайки „политика на феодална зависимост чрез апанаж, с уважение на всеки кадет към по-старшия [...], за да се избегне разпръскването на наследството и евентуалните конфликти при наследяване, удовлетворявайки същевременно сепаратистко настроените региони и създавайки истински рангове“. Синът му Аймон става господар на Шабле, който получава като апанаж от брат си през 1234 г. Томас и Петър, отдали се на религиозна кариера, стават светски господари. Томас се премества в Пиемонт и става граф на Фландрия през 1247 г. Петър, който се оженва за наследницата на Фосини, се сдобива с Шабле след смъртта на брат си Аймон през 1238 г. в допълнение към Во. По-късно още един син на Томас – Филип става граф.
При смъртта си граф Томас може да се похвали с това, че е излекувал почти всички язви, засегнали Дом Савоя, и е увеличил силата на господарството си: Вал ди Суза, Джавено и Ривалта окончателно стават част от Савойската държава, вкл. и столицата на Во – Мудон, която по-късно ще служи на неговите наследници за достъп до околните територии. Томас обаче оставя дефицит във финансово отношение, защото синът му Амадей през 1240 г. казва в завещанието си, че дълговете на баща му все още не са изплатени.

## Брак и потомство
∞ ок. 1196 г., вероятно през май, за Беатрис (Маргарита или Никола) Женевска (* ок. 1180; † 8 април 1257, Пиер Шател), дъщеря на графа на Женева Вилхелм I и на господарката на Фосини Беатрис. Някои историци разграничават Беатрис Женевска от Маргарита дьо Фосини и считат, че се касае за два брака, а други смятат, че Томас се жени само веднъж. Двамата имат десет деца, от които осем сина според някои историци, сред които Южин Л. Кокс и Бернар Демоц. Съпрузите историци Льоги отбелязват, че многобройното потомство на графа е предимство.
- Амадей Савойски (* 1197, † 24 юни/13 юли 1253 в Монмелиан), като Амадей IV Савойски, 10-и граф на Савоя, граф на Аоста и на Мориен (1233 – 1253), имперски викарий за Пиемонт; 1. ∞ 1222 за Ана Бургундска (* 1192, † 1243) 2. ∞ 1244 за Сибила дел Балцо/Сесил дьо Бо (* 1230, † 1275)
- Беатрис Савойска (* 1198,[105] ок. 1205[7] или 1206[106][107] † 1265,[108] декември 1266[7][106][107] или 4 януари 1267[7]), ∞ 5 юни 1219 за граф Раймон Беренгер IV от Прованс (* 1198, † 19 август 1245), от когото има един син и четири дъщери, всичките кралици.
- Маргарита Савойска (* 1212, † 4 април 1270,[107] 1/2 септември 1270,[7] 4 септември 1270[106] или 1273[7][109][110]), 1. ∞ 1 юни 1218 за граф Хартман IV фон Кибург († 1264), от когото няма деца. 2. ∞ сл. 27 ноември 1264 за граф Еберхард I фон Хабсбург-Лауфенбург († пр. 2 юни 1284), от когото няма деца.
- Хумберт Савойски (* ок. 1198,[7][106] † 1223 в Унгария)
- Аймон Савойски (* 1200, † 1238[99] или 1242 от проказа[7][12][106][107]), апанаж във Вале и Шабле (1234 – 1237), господар на провинция Агон (на лат. dominus provinciae Agaunensis[111]), известен и като господар на Агон (днешен Сен Морис, на лат. dominus Agaunensis), на Шабле, Шийон, Морж и Вилньов, основава болницата на Вилньов (25 юни 1236)
- Томас Савойски (* 1199, † 7 февруари 1259), регент-граф на Савоя с името Томас II Савойски, господар на Пиемонт (1233 –1259), маркграф на Торино и Ивреа, граф на Фландрия и на Ено (1237 – 1244), граф на Аоста и на Мориен, имперски викарий за Пиемонт (1242), принц на Капуа (1252). Суверен граф на Савоя от 1253 г. до смъртта си, наследява брат си Амадей IV като регент на племенника си Бонифаций Савойски (* 1245 † 1263); 1. ∞ 2 април 1237 за Йохана Фландърска (* 1188, † 1244), от която няма деца 2. ∞ 1245/1251 Беатриче Фиески († 15 юли 1283), от която има трима сина и две или три дъщери. Осигурява за синовете им наследяването на Пиемонт (Томас III), на Савоя (Амедей V, граф на Савоя от 1285 до 1323 г.) и на Во (Лудвиг I)
- Вилхелм Савойски (* ок. 1201,[7] † 1 ноември 1239 във Витербо отровен), епископ на Валанс (1224/1226 – 1239), принц епископ на Лиеж и на Уинчестър (1238 – 1239)
- Петър II Савойски „Малкият Карл Велики“ (* 1203 в Замъка на Суза, † 16 май 1268 в Замъка на Пиер Шател), 12-и граф на Савоя, граф на Аоста и на Мориен (1263 – 1268), господар на Во (1233 – 1268); живее дълго в Англия, където става граф на Ричмънд (1241); ∞ 1234 Агнес дьо Фосини († 11/16 август 1268)
- Бонифаций Савойски (* ок. 1206[7] или 1207[107] в Шато дьо Сент Елен дю Лак, † 14 юли 1270[7][106][107] в Шато дьо Сент Елен де Милиер), приор на Нантюа, епископ на Беле (1232) и архиепископ на Кентърбъри (1241 – 1268), приор на Англия (1241), епископ на Дърам, в английския двор с братята и племенницата си Елеонора (сл. 1236), беатифициран от папа Григорий XVI (1838)
- Филип Савойски (* 1207 в замъка Шарбониер в Егбел, † 15/16 август 1285 в Шато дьо Русийон в Бюже), като Филип I Савойски, 13-и граф на Савоя, граф на Аоста и на Мориен (1268 -1285), архидякон на Мец (1229), епископ на Лозана (1239), епископ на Валанс (1245) и архиепископ на Лион (1246 –1267); ∞ 11 юни 1267 за Аделхайд (Алиса) от Андекс–Мерания († 8 март 1279), от която няма деца.

- Децата на Томас I
- Амадей IV
- Беатрис Савойска
- Томас II Савойски
- Петър II Савойски
- Филип I Савойски

И други деца биват добавени към горепосочените, четири на уеб страница MedLands или още четири според специалната статия на уеб страница Sabaudia.org:
- Аймон Савойски († 1238), господар на Вале[12]
- Хумберт Савойски († 1223)[12]
- две дъщери († пр. 1254 като малки)[7]
- Алиса или Алазия Савойска († 1277, погребана в Абатство „Откомб“), игуменка на манастира Сен Пиер де Теро в Лион (1250)[7][12]
- Агата Савойска († сл. 1279), монахиня и след това игуменка на манастира Сен Пиер де Теро в Лион.[7][12]

Има и няколко извънбрачни деца:
- Амадей († 19 януари 1256,[7] 1258 или 1268[12][107]), монах в манастир в Гренобъл, епископ на Мориен под името Амадей III (през 1220[7] или от 29 февруари 1233[106]), пастор на Виен, епископ на Лиеж[7]
- Авита (Авуа, Маргарита) († малко пр. 14 май 1292)[112] 1. ∞ 1237[12] или 1257[7] за Болдуин дьо Рьовиер (* 1 януари 1236, Франция; † пр. 13 септември 1262), 7-и граф на Девън 2. ∞ 1269 в Хертфордшър за сър Робърт Агийон ъф Уортън († 12 февруари 1286)
- Беролд († сл. юни 1263)
- Бенедикт († сл. юни 1263). Според френския историк Самюел Гишенон през юни 1263 г. Бенедикт заедно с Беролд се заклеват в Егбел в почит на Петър II Савойски (не цитира съответния първичен източник).

### Историографска литература
- ((it)) Bertolotti, Davide. Istoria della R. Casa di Savoia, editore A. Fontana, 1830
- ((it)) Cognasso, Francesco. Il Piemonte nell'Età Sveva, Deputazione subalpina di storia patria, Torino 1968
- ((fr)) De Saint-Genis, Victor. Histoire de Savoie, d'après les documents originaux,...Tome 1
- ((fr)) Frézer, Jean. Histoire de la Maison de Savoie 1926 Turin
- ((fr)) Guichenon, Samuel. Histoire généalogique de la royale maison de Savoie, justifiée par titres...
- ((it)) Paoli, Francesco. La Sacra di S.Michele e i suoi sepolcri di principi di Savoia, Tip.e Lib. S.Giuseppe nel Collegio degli Artigianelli, 1868
- ((en)) Previté-Orton, Charles William. The early history of the house of Savoy (1000 – 1233)
- ((it)) Rossotti, Renzo. Curiosità e misteri di Torino, Newton Compton editore, 1992